# 응우옌반훙
페로 응우옌반훙(阮文雄, 1958년 11월 21일 ~ )은 베트남 인권 운동가이다. 로마 가톨릭교회의 신부이기도 하다. 현태 타이완에 거주하고 있다.